# Gregório Bezerra
Gregório Lourenço Bezerra (Panelas, 13 de março de 1900 — São Paulo, 21 de outubro de 1983) foi um destacado dirigente comunista brasileiro, do PCB, participando dos Levantes da ANL, sendo deputado constituinte de 1946 e opositor da Ditadura Militar Brasileira.

## Biografia

### Infância e juventude
Gregório Lourenço Bezerra nasceu na região agreste do estado de Pernambuco. Com a idade de quatro anos começou a trabalhar na lavoura de cana-de-açúcar para ajudar a família; e, aos nove anos de idade, já havia perdido ambos os pais – o pai aos sete anos de idade e a mãe aos nove anos – e migrou para o Recife. Tinha vindo para ficar com a família dos fazendeiros com a promessa de estudar, que não foi cumprida.
Como a maioria dos migrantes pobres era sem-teto, dormindo por muito tempo entre as catacumbas do cemitério de Santo Amaro. Gregório permaneceu analfabeto até 25 anos de idade. Foi carregador de bagagens na estação central, jornaleiro e ajudante de obras. Foi como jornaleiro que começou a se interessar pela política, com base na leitura que seus colegas de profissão faziam para ele dos jornais locais. Em 1917 trabalhou como operário da construção civil.
Foi preso quatro vezes, passando 22 anos de sua vida atrás das grades por motivos exclusivamente políticos. A primeira prisão ocorreu em 1917, quando participava de uma manifestação de apoio à Revolução Bolchevique e às primeiras ondas de greve geral por direitos trabalhistas no Brasil. Preso por cinco anos na antiga Casa de Detenção do Recife, conheceu o cangaceiro Antônio Silvino, de quem se tornou amigo. Após sair da prisão decidiu ingressar na carreira militar. Em 1922 alistou-se no exército, alfabetizou-se, e em 1929 entrou para a Escola de Sargentos. Foi instrutor da Companhia de Metralhadoras Pesadas na Vila Militar e instrutor de Esportes, no Rio de Janeiro. De volta ao Recife, filiou-se, em 1930, ao Partido Comunista Brasileiro (PCB).

### Atuação enquanto militante do PCB
Em 1935, no Recife, liderou o levante militar promovido pela Aliança Nacional Libertadora (ANL), movimento também conhecido como "Intentona Comunista". Condenado a 28 anos de prisão, pela morte do tenente José Sampaio Xavier e por ter ferido o tenente Aguinaldo Oliveira de Almeida na tentativa de roubar o armamento do CPOR/Recife no levante de 1935, foi levado, primeiro para Fernando de Noronha e, depois para o Rio de Janeiro, no Presídio Frei Caneca, onde dividiu cela com o ex-comandante da Coluna Prestes e secretário-geral do PCB, Luís Carlos Prestes.
Com o fim do Estado Novo, foi anistiado e elegeu-se deputado federal constituinte em 1946, por Pernambuco, na legenda do PCB, sendo o mais votado do estado. Teve seu mandato cassado em 1948, juntamente com todos os parlamentares comunistas. Viveu na clandestinidade por nove anos, organizando núcleos sindicais no Paraná e em Goiás. Foi preso imediatamente após o golpe de 1964, nas terras da Usina Pedrosa, próximo a Cortês, pelo capitão Álvaro do Rego Barros, quando tentava organizar a resistência armada dos camponeses ao golpe em apoio ao governo federal de João Goulart e estadual de Miguel Arraes. Após a prisão, foi transferido para o Recife, onde foi arrastado pelas ruas do bairro de Casa Forte enquanto o tenente-coronel do Exército Brasileiro Darcy Villocq Vianna incitava a população a linchá-lo. Antes disso, teve os pés imersos em solução de bateria de carro e foi obrigado a andar sobre britas; o acontecimento foi exibido pelas televisões locais. A partir desse momento, Gregório, que já era idoso, passou a ser defendido em seu processo na Justiça Militar pela advogada de presos políticos Mércia Albuquerque.
Condenado a 19 anos de reclusão, teve seus direitos políticos cassados por força do Ato Institucional nº 1. Foi libertado, em 1969, juntamente com outros quatorze presos políticos, em troca da devolução do embaixador dos Estados Unidos no Brasil Charles Burke Elbrick, sequestrado por um grupo de oposição armada. Viveu no México e na então União Soviética. Com a promulgação da anistia, voltou ao Brasil dez anos depois, em 1979, e logo entrou em divergência com o seu partido (o PCB), desligando-se de seus quadros.

### Redemocratização e morte
Bezerra se filiou ao Partido do Movimento Democrático Brasileiro (PMDB) e, nessa legenda, candidatou-se, em 1982, à Câmara dos Deputados, ficando como suplente.
Antes de morrer, Bezerra declarou: Gostaria de ser lembrado como o homem que foi amigo das crianças, dos pobres e excluídos; amado e respeitado pelo povo, pelas massas exploradas e sofridas; odiado e temido pelos capitalistas, sendo considerado o inimigo número um das ditaduras fascistas.

## Homenagens e Representações na Cultura
O poeta Ferreira Gullar escreveu o poema de cordel "História de um Valente" em memória de Gregório Bezerra e Oscar Niemeyer projetou um memorial em sua homenagem, que ainda não foi construído.  O personagem Geraldo Cordeiro, interpretado por Cláudio Cavalcanti na novela Amor e Revolução foi inspirado por Bezerra.
Leonardo Bursztyn, ex-guitarrista da banda de ska brasiliense Móveis Coloniais de Acaju, também o homenageou na música "E agora, Gregório?", no álbum intitulado Idem, em 2005. A banda de punk rock proletário Subversivos também homenageou o político na música "Século de Ferro e Flor", faixa que dá o nome ao álbum lançado em 2010.

## Filmografia
1978: 76 anos, Gregório Bezerra, Comunista, filme de Lars Säfström e Luiz Alberto Sanz